# 16 Samodzielny Pułk Czołgów

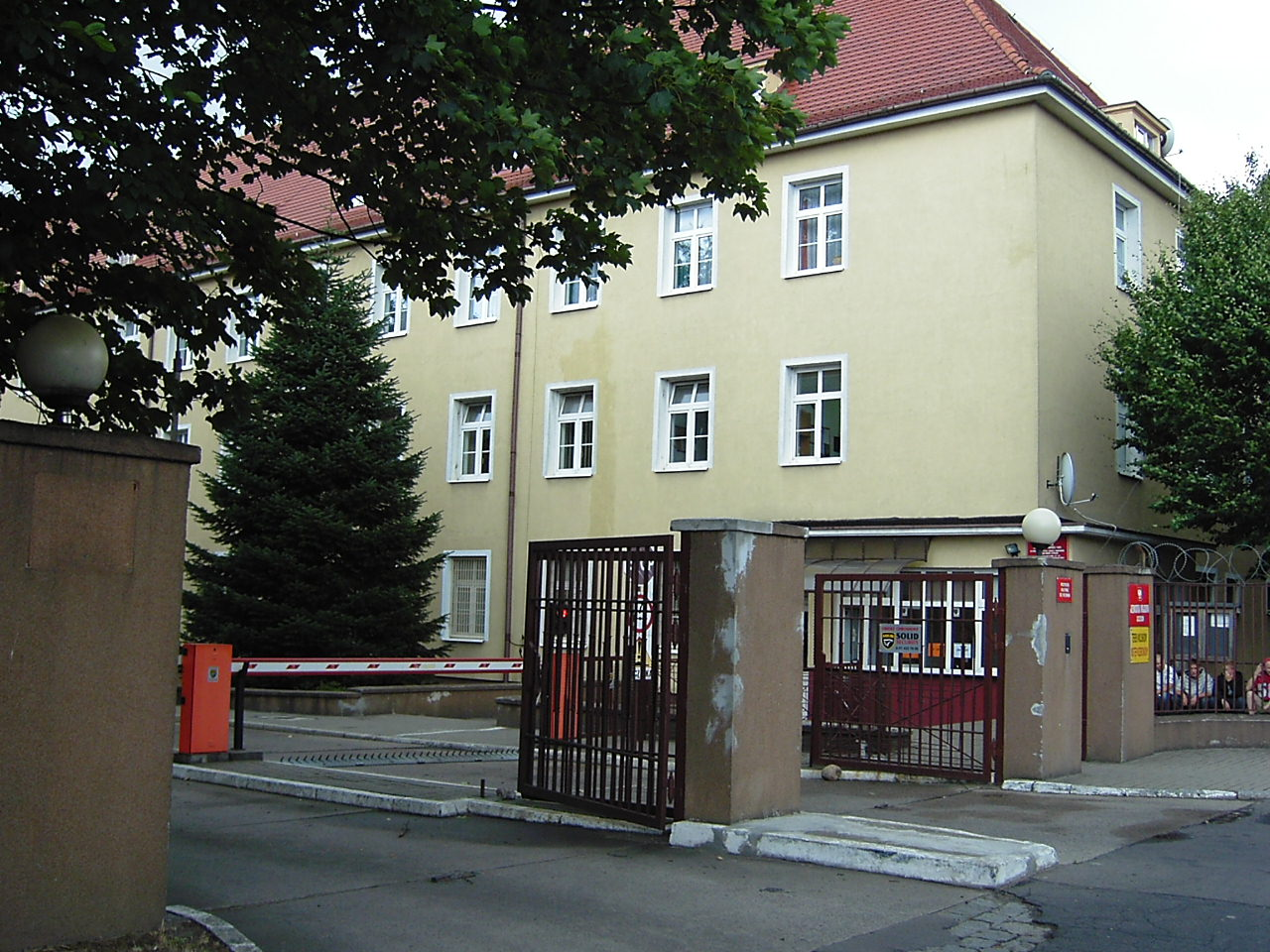
W tym kompleksie stacjonował pułk

16 Samodzielny Pułk Czołgów – oddział pancerny ludowego Wojska Polskiego.
Sformowany wiosną 1951 na podstawie "Planu zamierzeń organizacyjnych na lata 1951-1952". Stacjonował w Szczecinie. 

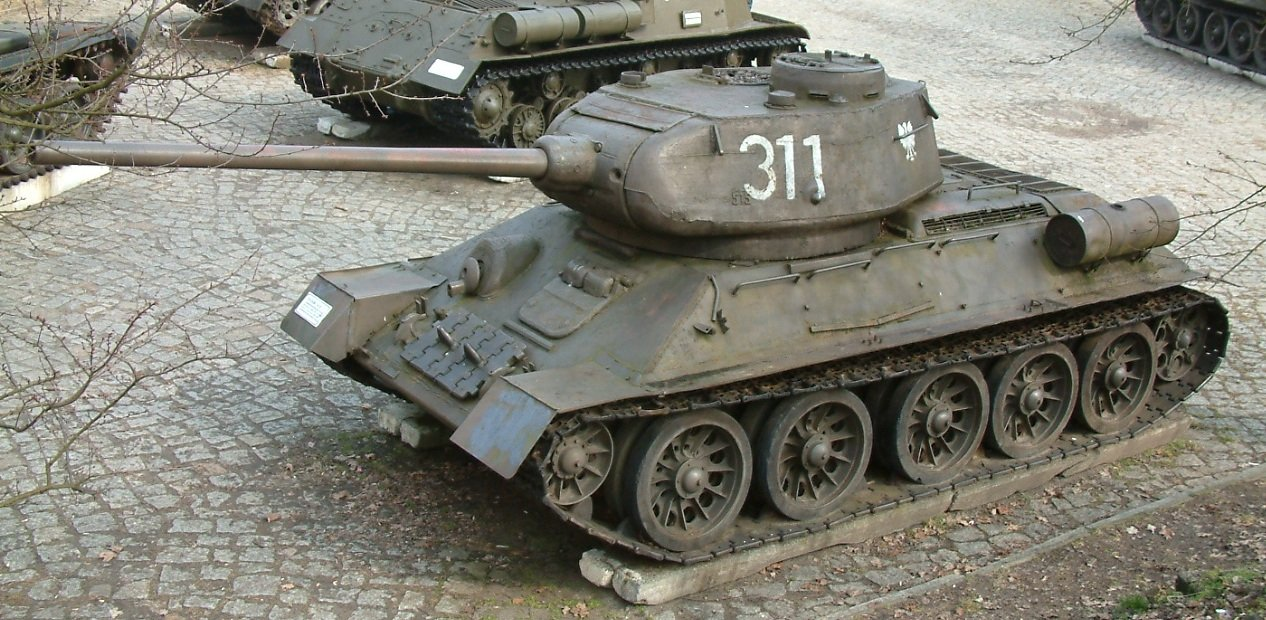
Czołg podstawowy pułku - T-34/85

## Struktura pułku
- dowództwo i sztab
- sześć kompanii czołgów średnich
- batalion artylerii pancernej
  - dwie kompanie dział pancernych
- kompanię technicznego zaopatrzenia
- plutony: łączności i saperów.

Uzbrojenie pułku stanowiły: 63 czołgi średnie T-34/85 i 18 dział pancernych.
W grudniu 1952 zmieniono etat. W pułku zmniejszono liczbę kompanii czołgów średnich do trzech i jednej kompanii dział pancernych. Ogólna liczba podstawowego sprzętu bojowego wynosiła wtedy 30 czołgów i 5 dział pancernych.

## W składzie 12 Dywizji
Pod koniec 1954 zmieniono jego nazwę na 16 pułk czołgów i artylerii pancernej i włączono go w struktury 12 Dywizji Piechoty.
W 1967 przemianowano go na 25 Drezdeński pułku czołgów średnich. Rozformowano 31 grudnia 1990.

## Przeformowania
16 samodzielny pułk czołgów → 16 pułk czołgów → 16 pułk czołgów i artylerii pancernej → 25 Drezdeński pułku czołgów średnich